# 英格蘭足球同盟
足球同盟（Football Alliance）是一項由1889年到1892年間舉行的足球聯賽比賽。由12支球隊組成以和當時的足球联赛（Football League）對立，首季在1889-90年舉行，包含12支創始成員，地域與足球联赛大約相同，由密德蘭到西北部，但更包括東部的谢菲尔德、及。
在足球同盟的首季末，被淘汰出足球联赛，獲准加入成為新成員。但翌年史篤城及另一支同盟球隊達雲獲選加入足球联赛而退出足球同盟。在1892年足球同盟同意拼入足球联赛，為容納新增的球隊，足球聯盟開展乙組聯賽，主要由原足球同盟的球隊組成，而足球同盟中三支最強的球隊連同原足球联赛的球隊組成甲組聯賽。

## 聯賽成員
| 球隊名稱                               | 加入年份 | 退出年份 |
| -------------------------------------- | -------- | -------- |
| 阿德維克（Ardwick）                    | 1891年   | 1892年2  |
| 伯明翰聖佐治（Birmingham St George's） | 1889年   | 1892年   |
| 布特爾（Bootle）                       | 1889年   | 1892年2  |
| 貝頓（Burton Swifts）                  | 1891年   | 1892年2  |
| 克魯（Crewe Alexandra）                | 1889年   | 1892年2  |
| 達雲（Darwen）                         | 1889年   | 1891年1  |
| （Grimsby Town）                       | 1889年   | 1892年2  |
| 林肯城（Lincoln City）                 | 1891年   | 1892年2  |
| 朗埃頓流浪（Long Eaton Rangers）       | 1889年   | 1890年   |
| 紐頓希夫（Newton Heath）               | 1889年   | 1892年1  |
| （Nottingham Forest）                  | 1889年   | 1892年1  |
| 周三隊（The Wednesday）                | 1889年   | 1892年1  |
| 小希夫聯盟（Small Heath）              | 1889年   | 1892年2  |
| （Stoke）                              | 1890年   | 1891年1  |
| （Sunderland Albion）                  | 1889年   | 1891年   |
| （Walsall Town Swifts）                | 1889年   | 1892年2  |

## 歷屆冠軍
- 1889-90年（英语：1889–90 Football Alliance） - 周三隊
- 1890-91年（英语：1890–91 Football Alliance） -
- 1891-92年（英语：1891–92 Football Alliance） -

備註

1獲選加入足球联赛甲組聯賽

2獲選加入足球联赛乙組聯賽